# Halysidota interstriata
Halysidota interstriata är en fjärilsart som beskrevs av George Francis Hampson 1901. Halysidota interstriata ingår i släktet Halysidota och familjen björnspinnare. Inga underarter finns listade i Catalogue of Life.